# Tom Ince
Tom Ince, właśc. Thomas Christopher Ince (ur. 30 stycznia 1992) – angielski piłkarz grający na pozycji skrzydłowego w Watford F.C. Jest synem byłego kapitana reprezentacji Anglii – Paula Ince’a.

## Kariera

### Liverpool F.C.
W 2008 roku podpisał młodzieżowy kontrakt z Liverpoolem. Przed sezonem 2010/11 dostał numer 45 na koszulce. 29 lipca 2010 znalazł się na ławce w spotkaniu Ligi Europy przeciwko FK Rabotnicki. Zadebiutował w pierwszej drużynie 22 września 2010 roku, gdy wszedł na boisko w 106 minucie w trzeciej rundzie Pucharu Ligi przeciwko Northampton Town.

### Notts County (wypożyczenie)
1 listopada 2010 roku dołączył do swojego, który był menedżerem Notts County przechodząc tam na wypożyczenie. Zadebiutował w Notts County 6 listopada w wygranym 2-0 spotkaniu z Gateshead w FA Cup. 13 listopada zadebiutował w lidze, w przegranym 3-1 meczu z Exeter City. 11 grudnia trafił swojego pierwszego gola, przeciwko MK Dons.

### Blackpool
3 sierpnia 2011 roku podpisał dwuletni kontrakt z Blackpool, z opcją przedłużenia o kolejny rok. 11 sierpnia 2011 roku zadebiutował w Blackpool w Pucharze Ligi przeciwko Sheffield Wednesday. 18 października trafił swoje dwie pierwsze bramki dla Mandarynek w spotkaniu z Doncaster Rovers (2-1). 25 lutego 2012 trafił kolejne dwa gole, tym razem przeciwko Bristol City (3-1) na wyjeździe. 19 maja 2012 roku trafił bramkę w play-offach o awans do Premier League, jednak jego zespół przegrał z West Ham United 2-1.

### Crystal Palace (wypożyczenie)
31 stycznia 2014 roku został wypożyczony do końca sezonu do Crystal Palace. 8 lutego w wygranym 3-1 debiucie z West Bromwich Albion zaliczył bramkę i asystę.

### Hull City
7 lipca 2014 roku podpisał kontrakt z Hull City.

### Nottingham Forest (wypożyczenie)
30 października 2014 roku został wypożyczony do końca grudnia do Nottingham Forest.

### Derby County (wypożyczenie)
2 lutego 2015 roku został wypożyczony do końca sezonu 2014/15 do Derby County.